# United States Department of State
Het United States Department of State (DoS), kortweg State Department, is het Amerikaanse ministerie van Buitenlandse Zaken. Sinds 21 januari 2025 is Marco Rubio minister van Buitenlandse Zaken.
Het State Department werd in 1789 gevestigd als eerste ministerie van de Amerikaanse overheid. De Amerikaanse grondwet uit 1787 gaf de president directe bevoegdheid om de relaties met andere naties te onderhouden. Op 21 juli 1789 besloot het Amerikaanse Congres echter tot de vestiging van een Department of Foreign Affairs met Thomas Jefferson als minister.
De naam werd al in september 1789 veranderd in Department of State. Tevens werden de bevoegdheden van het ministerie uitgebreid met verschillende binnenlandse taken, waaronder de volkstellingen, de munt en het beheer van het grootzegel van de Verenigde Staten. Het grootste deel van deze taken werd later overgeheveld naar andere ministeries.
De huidige taken van het ministerie omvatten onder meer:
- Het beheren van de Amerikaanse ambassades en consulaten en korps van diplomaten
- Het beschermen van Amerikaanse staatsburgers in het buitenland
- Het assisteren van Amerikaanse bedrijven op de internationale markt
- Het coördineren van de internationale activiteiten van andere Amerikaanse overheidsdiensten

De Secretary of State (minister) is de belangrijkste adviseur van de president op het terrein van buitenlands beleid. Zij of hij wordt ondersteund door een Deputy Secretary of State (viceminister), zes Undersecretaries of State (onderministers of staatssecretarissen) en een Counselor (adviseur). Ook de Amerikaanse ambassadeur naar de Verenigde Naties en de Global AIDS Coordinator, die de internationale bestrijding van de aidsepidemie door de Amerikaanse overheid coördineert, vallen onder het State Department. Onder het ministerie vallen ook het het United States Agency for International Development (USAID), de Amerikaanse overheidsdienst voor hulp aan ontwikkelingslanden, en het Bureau of Democracy, Human Rights, and Labor Affairs, dat het Amerikaanse mensenrechtenbeleid coördineert.
Het hoofdgebouw van het ministerie is het Harry S. Truman Building (tot 2000 het Main State Building genoemd) in de wijk Foggy Bottom van de Amerikaanse hoofdstad Washington In dit enorme gebouw uit de jaren 1930 werken zo'n 8000 mensen. In totaal werken er ruim 30.000 mensen voor het ministerie. Het jaarlijkse budget bedraagt $35,1 miljard (2007), ongeveer 1% van het totale budget van de Amerikaanse federale overheid.